# Herb Gryfina
Herb Gryfina – jeden z symboli miasta Gryfino i gminy Gryfino w postaci herbu.

## Wygląd i symbolika
Herb przedstawia na białej tarczy zwróconego w heraldycznie prawą stronę czerwonego półgryfa z żółtym dziobem i szponami, pod którym znajduje się konar (ostrzew) zielony oraz złota gwiazda sześcioramienna. Wszystkie kontury w herbie są koloru czarnego.
Półgryf nawiązuje do dynastii Gryfitów, którzy rządzili Pomorzem Zachodnim, a także nadali miastu prawa miejskie.

## Historia
Wizerunek przedstawiający półgryfa widnieje na pieczęciach miejskich począwszy od XIII wieku, w czasach późniejszych używano także całego gryfa.